# Громико Анатолій Андрійович
Анатолій Андрійович Громико (біл. Анато́ль Андрэ́евіч Грамы́ка, 15 квітня 1932, Борисов, Білорусь — 25 вересня 2017, Москва, Росія) — радянський і російський дипломат і вчений-міжнародник, фахівець з американістики, африканістики, міжнародних відносин. Кандидат юридичних наук, доктор історичних наук, професор, член-кореспондент АН СРСР (1981). Надзвичайний і повноважний посланник першого класу.

## Біографія
Народився Анатолій Андрійович 15 квітня 1932 року в місті Борисов Мінської області, Білоруської РСР у родині молодого економіста, майбутнього дипломата і міністра закордонних справ СРСР, Андрія Андрійовича Громико та Лідії Дмитрівни (1911—2004, до шлюбу Гриневич). З 1939 по 1948 роки жив у Нью-Йорку та Вашингтоні, де за відрядженням працював його батько в дипломатичній місії.
У 1954 році закінчив з відзнакою Московський державний інститут міжнародних відносин. 1956 року прийнятий до лав КПСС.
У 1961—1965 роках на дипломатичні роботі, працював першим секретарем, радником посольства СРСР у Сполученому Королівстві Великої Британії та Північної Ірландії; з 1973 року — радник-посланник посольства СРСР у США; з 1974 року — радник-посланник посольства СРСР у НДР.
З 1965 року — заступник головного редактора головної редакції Агентства друку «Новини». У 1966—1968 роках — завідувач сектором міжнародних відносин Інституту Африки АН СРСР. З 1968 року — завідувач сектором зовнішньої політики Інститут США і Канади АН СРСР. У 1970 році захистив докторську дисертацію на тему «Прихід до влади і зовнішня політика уряду Кеннеді». 1972 року присвоєне звання професора.
У 1976—1991 роках — директор Інституту Африки АН СРСР. Того ж року обирається президентом Радянської асоціації дружби з народами Африки. З 1977 року — заступник голови Радянського комітету солідарності країн Азії та Африки і член Радянського комітету захисту миру. З 1978 року — член Радянського комітету за Європейську безпеку і співробітництво. З 29 грудня 1981 року — член-кореспондент Академії наук СРСР (відділення економіки).
Після перенесеного інфаркту та операції, з 1992 року працював на Кіпрі у міжнародній науково-громадській організації Центр за світовий діалог та малював картини.
З 2003 року радник-посланець при посольстві Росії у Вірменії. У 2003—2010 роках — керівник Центру оцінок політики, головний науковий співробітник Інституту Африки РАН. Член Наукової ради Президії РАН з проблем Африки.
З 2008 року член Експертної ради і постійний автор міжнародного аналітичного журналу «Геополітика».
З 1 квітня 2010 року —  головний науковий співробітник Інституту проблем міжнародної безпеки РАН. З 1 вересня 2010 року — професор кафедри міжнародних організацій і світових політичних процесів Московського державного університету імені М. В. Ломоносова. Президент Руху «За зміцнення світового демократичного правопорядку і на підтримку ООН». Член Спілки художників Росії.
Помер 25 вересня 2017 року. Похований на Троєкуровському кладовищі (ділянка 25).

## Наукові та публіцистичні праці
Громико Анатолій Андрійович автор ряду праць з соціально-економічних, політичних і міжнародних проблем країн Африки і Північної Америки. Загалом Анатолієм Андрійовичем було написано 186 статей, 50 книг, 53 доповіді на конференціях, 13 тез доповідей, 1 дисертація, 1 навчальний курс.
- (рос.) Громыко А. А. Конгресс США. Выборы, организация, полномочия. — М., 1957.
- (рос.) Громыко А. А. 1036 дней президента Кеннеди. — М., 1971.
- (рос.) Громыко А. А. Внешняя политика США: уроки и действительность, 60-70-е годы. — М., 1978.
- (рос.) Громыко А. А. История освободительной борьбы народов Африки в новейшее время. 1978.
- (рос.) Громыко А. А. Конфликт на юге Африки. Международный аспект. — М., 1979.
- (рос.) Громыко А. А. Африка в 70-80-е годы. Становление национальной экономики и стратегия развития. — М., 1980.
- (рос.) Громыко А. А. Внешняя политика стран Африки. — М., 1981.
- (рос.) Громыко А. А. Африка: прогресс, трудности, перспективы. — М., 1981.
- (рос.) Громыко А. А. Маски и скульптура Тропической Африки. — М. : Искусство, 1984. — 350 с. — 25 тис. прим.
- (рос.) Громыко А. А., Ломейко В. Б. в. Новое мышление в ядерный век. — М., 1984.
- (рос.) Громыко А. А., Кокошкин А. А. Братья Кеннеди. — М., 1985.
- (рос.) Громыко А. А. Африка в мировой политике. — М., 1986.
- (рос.) Громыко А. А. Андрей Громыко. В лабиринтах Кремля. — М. : ИПО «Автор», 1997. — 256 с. — 5 тис. прим. — ISBN 5-85212-083-9.
- (рос.) Громыко А. А. Андрей Громыко. Полет его стрелы. Воспоминания и размышления сын. — М. : Научная Книга, 2009. — 472 с. — 2 тис. прим. — ISBN 978-5-91393-043-9.
- (рос.) Громыко А. А. Метаморфозы нашего времени. Избранное. — М. : Весь мир, 2012. — 464 с. — 1000 прим. — ISBN 978-5-7777-0514-3.

## Нагороди та відзнаки
- 1976 рік — Орден Дружби народів[2].
- 1980 рік — лауреат Державної премії СРСР[3].
- 1982 рік — лауреат премії італійської Академії «Сімба»[3].
- 1985 рік — лауреат премії імені Воровського[3].
- 1982 рік — Орден Жовтневої Революції[2].
- Почесний член Королівської академії наук Марокко[3].
- Член Малагасійської академії наук (Мадагаскар)[2].
- Почесний доктор Лейпцізького університету[2].

## Родина
Був одружений двічі. Уперше з Маргаритою 1955 року, вдруге з Валентиною Олегівною 1966 року, після курортного роману в Сочі.
Син від першого шлюбу:
- Громико Олексій Анатолійович (1969) — політолог, директор Інституту Європи РАН[3][6].

Діти від другого шлюбу:
- Громико Ігор Анатолійович — постійний представник Російської Федерації при статутних та інших органах СНД у Мінську в 2009—2014 роках[3][6].
- Донька Ганна[3][6].

Сестра: Емілія Андріївна (1933), кандидат історичних наук.